# انتخابات ریاست‌جمهوری مالی (۲۰۱۸)
انتخابات ریاست‌جمهوری مالی در ۲۹ ژوئیه ۲۰۱۸ در مالی برگزار شد. در ژوئیه ۲۰۱۸، دادگاه قانون اساسی نامزدی کل ۲۴ نامزد در انتخابات را تصویب کرد. در نتیجه از آنجا که هیچ‌یک از کاندیداها در مرحله اول به حد نصاب بیش از ۵۰ درصد آراء نرسیدند، مرحله دوم انتخابات در ۱۲ اوت ۲۰۱۸ بین دو کاندیدای برتر، رئیس‌جمهور فعلی ابراهیم ابوبکر کیتا از رالی برای مالی و سومایلا سیسه از اتحاد برای جمهوری برگزار شد ودر آن کیتا با ۶۷٪ آرا مجدداً انتخاب شد. این نخستین بار در تاریخ مالی بود که انتخابات ریاست جمهوری بین رئیس‌جمهور در قدرت و یک رقیب شد.

## نظام انتخاباتی
ریاست‌جمهوری مالی با نظام دومرحله‌ای انتخاب می‌شود. قدرت اجرایی به‌طور وسیع در دست رئیس‌جمهور این کشور است که برای دوره‌ای پنج ساله با رای مردم انتخاب می‌شود و هر شخصی تنها دو بار می‌تواند رئیس‌جمهور شود.

## پیش از انتخابات
از ابتدا شک وجود داشت که آیا دولت توانایی برگزاری انتخابات را دارد، درصورت برگزاری انتخابات، ژان پیر لاکروکس دیپلمات فرانسوی گفته‌است که «انتخابات آینده ریاست جمهوری آغاز فصل جدیدی برای ثبات در مالی خواهد بود».